# Sture Allén
Sture Allén (Göteborg, 31 de desembre de 1928) és un professor suec de lingüística computacional, actualment retirat. Va exercir a la Universitat de Göteborg. El 1980 va ser elegit per ocupar la cadira 3 de l'Acadèmia Sueca, de la qual va ser secretari permanent entre 1986 i 1999. També és membre de l'Acadèmia Noruega de la Ciència i les Lletres.